# Sesquicentenário
Sesquicentenário é uma medida de tempo que é um período de cento e cinquenta anos. Ou seja, corresponde a um tempo de um século mais a metade de outro. Sesqui é um prefixo latino que significa um e meio ({\displaystyle 1{\frac {1}{2}}}).